# سیارک ۳۵۶۹
سیارک ۳۵۶۹ (به انگلیسی: 3569 Kumon، نامگذاری:1938DN1) سه هزار و پانصد و شصت و نهمین سیارک کشف شده‌است که در ۲۰ فوریه ۱۹۳۸ و در هایدلبرگ کشف شد.
قدر مطلق سیارک برابر ۱۲٫۷۰ است.